# Térnyolcad
A koordinátageometriában a térnyolcad a síknegyed háromdimenziós megfelelője. A háromdimenziós térben a Descartes-féle koordináta-rendszer koordinátasíkjai nyolc részre osztják, ezek a térnyolcadok. Magukat a koordinátasíkokat nem számítják egyetlen térnyolcadhoz sem. Egy pont koordinátáinak előjele megadja, hogy benne van-e valamelyik térnyolcadban, és ha igen, akkor melyikben. A térnyolcadok a háromdimenziós ortánsok.
A síkban a síknegyedeket tovább osztva az {\displaystyle y=x} és {\displaystyle y=-x} egyenesekkel síkbeli oktánsokhoz jutunk, melyeket az óramutató járásával ellenkező irányban forogva számozunk. Az első oktáns az I. síknegyed alsó része.

## Számozás

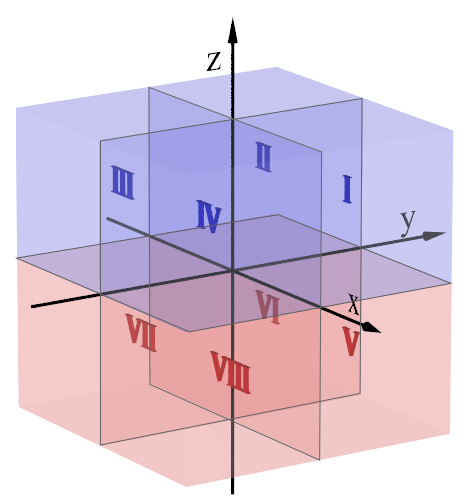
A római számozás

Abban minden rendszer egyetért, hogy az a térnyolcad az első, amiben minden koordináta pozitív. Az alábbi táblázat a használatban levő számozásokat mutatja:
- Bináris számozás, a negatív előjel 1-nek felel meg. Könnyen általánosítható magasabb dimenziókra.
- Bináris számozás, a pozitív előjel felel meg 1-nek. Ez ugyanazt a sorrendet definiálja, mint a kiegyensúlyozott ternáris. A kiegyensúlyozott ternáris hármas számrendszer, a 0, 1 és -1 számjegyekkel.
- A római számozás a Gray-kódot veszi alapul.

| Gray- kód | x | y | z | Bináris  | Bináris  | Bináris  | Bináris  | kiegy. ternáris | kiegy. ternáris |
| Gray- kód | x | y | z | − mint 1 | − mint 1 | + mint 1 | + mint 1 | kiegy. ternáris | kiegy. ternáris |
| Gray- kód | x | y | z | <        | >        | <        | >        | <               | >               |
| --------- | - | - | - | -------- | -------- | -------- | -------- | --------------- | --------------- |
| 0         | + | + | + | 0        | 0        | 7        | 7        | 13              | 13              |
| 1         | − | + | + | 1        | 4        | 6        | 3        | 11              | −5              |
| 3         | + | − | + | 2        | 2        | 5        | 5        | 7               | 7               |
| 2         | − | − | + | 3        | 6        | 4        | 1        | 5               | −11             |
| 7         | + | + | − | 4        | 1        | 3        | 6        | −5              | 11              |
| 6         | − | + | − | 5        | 5        | 2        | 2        | −7              | −7              |
| 4         | + | − | − | 6        | 3        | 1        | 4        | −11             | 5               |
| 5         | − | − | − | 7        | 7        | 0        | 0        | −13             | −13             |

| Róm. | x | y | Bináris  | Bináris  | Bináris  | Bináris  | Kiegy. ternáris | Kiegy. ternáris |
| Róm. | x | y | − mint 1 | − mint 1 | + mint 1 | + mint 1 | Kiegy. ternáris | Kiegy. ternáris |
| Róm. | x | y | <        | >        | <        | >        | <               | >               |
| ---- | - | - | -------- | -------- | -------- | -------- | --------------- | --------------- |
| I    | + | + | 0        | 0        | 3        | 3        | 4               | 4               |
| II   | − | + | 1        | 2        | 2        | 1        | 2               | −2              |
| IV   | + | − | 2        | 1        | 1        | 2        | −2              | 2               |
| III  | − | − | 3        | 3        | 0        | 0        | −4              | −4              |

## Fordítás
Ez a szócikk részben vagy egészben  az   Oktant (Geometrie) című német Wikipédia-szócikk fordításán alapul.  Az eredeti cikk szerkesztőit annak laptörténete sorolja fel. Ez a jelzés csupán a megfogalmazás eredetét és a szerzői jogokat jelzi, nem szolgál a cikkben szereplő információk forrásmegjelöléseként.